# عمران راغب المدنيني
عمران راغب المدنيني (1953- 12 أبريل 2017)، ممثل ومخرج مسرحي ليبي، أحد ابرز أعضاء الفرقة الوطنية للتمثيل والموسيقى.
ولد عمران المدنيني ببلدة العجيلات، انتقل إلى مدينة طرابلس سنة 1953، في فترة الدراسة الثانوية اشترك في عدة مسرحيات اتاحت له فرصة الالتحاق بقسم التمثيل في الإذاعة الليبية التي أهلته فيما بعد للدراسة في المعهد العالي للموسيقى والمسرح بتونس صحبة الكاتب «كامل العراب»، والموسيقار «حسن عريبي» والملحن «محمد مرشان». تخرج من المعهد بدرجة الامتياز مع جائزة رئيس الجمهورية التونسية «الحبيب بورقيبة» في ذلك الوقت. وعند رجوعه من تونس عمل بالمسرح وتولى إدارة فرقة المسرح القومي كأول مدير لهذه الفرقة سنة 1965 التي كان مقرها مسرح الغزالة. وفي سنة 1970 عاد لإدارة فرقة المسرح القومي.تولى سنة 1974 إدارة قطاع المهرجانات وقطاع الموسيقى والفنون الشعبية في الهيئة العامة للمسرح والموسيقى والفنون الشعبية. تحصل في فترة السبعينات على دورة في فرنسا صحبة الفنان «عياد الزليطني» والفنان «محمد شعبان الفيتوري». عين سنة 1986 مديرا لقسم التمثيل والإخراج بالإذاعة الليبية.

## من أعماله

### المسرح

#### تمثيل
- (1964): «هاملت» تأليف وليم شكسبير وإخراج علي بن عياد.
- (1965): «أهل الكهف» تأليف توفيق الحكيم.
- (1976): «الصوت والصدى» تاليف عبد الله القويري وإخراج محمد القمودي.

#### الإخراج
- «أهل الكهف».

- «شركان في بيت زارا».

#### الإذاعة المسموعة
- برنامج قصة وآية - إخراج.

### التمثيلات
- مذكرات زنزانة.

### المسلسلات
- (1973): المفسدون في الأرض.
- (1980): فرسان الله.
- (1980): حرب السنوات الأربع.
- (1988): البحر لا يبتلع الشمس.
- (2004): من أوراق الوراق.
- الصراع.

### الخيالة
- (1976): فيلم الرسالة من إخراج مصطفى العقاد، جسد شخصية الصحابى «سهيل بن عمرو».

## وصلات خارجية
- الفنان الليبي عمران راغب المدنيني: المسرح متعة الفن - موقع الزقورة دليل الفن العربي
- ملامح من المسرح الليبي المعاصر ـ 4 - مدونة بعيو المصراتي
- الفنان الليبى عمران راغب المدنيني: المسرح متعة الفن - موقع صوت الطليعة